# Deganja Alef
Deganja Alef (hebr. דגניה א') – kibuc położony w Samorządzie Regionu Emek ha-Jarden, w Dystrykcie Północnym, w Izraelu. Członek Ruchu Kibuców (Ha-Tenu’a ha-Kibbucit).
Deganja Alef była pierwszym kibucem powstałym w Ziemi Izraela.

## Położenie

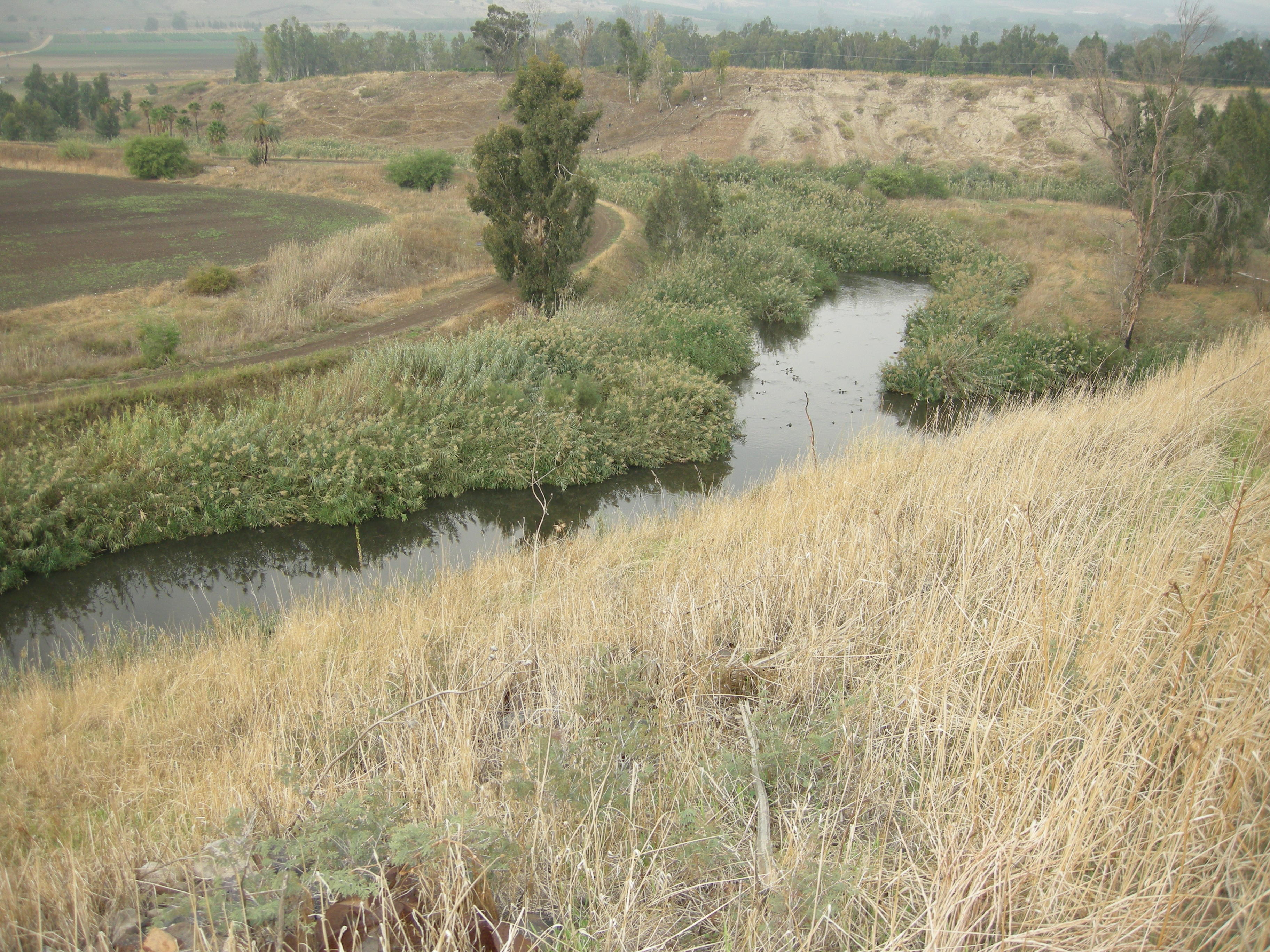
Otoczenie kibucu Deganja Alef

Kibuc jest położony w dolinie Kinaret, na południowym brzegu jeziora Tyberiadzkiego w Dolnej Galilei. Leży w depresji Rowu Jordanu na wysokości 204 metrów p.p.m., na wschodnim brzegu rzeki Jordan. Kibuc leży 9 kilometrów na południowy wschód od miasta Tyberiady.
W jego otoczeniu znajdują się moszaw Kinneret, kibuce Kewucat Kinneret i Deganja Bet, regionalna szkoła Beit Jerach, oraz strefa przemysłowa Samakh.

## Demografia
Liczba mieszkańców Deganji Alef:

## Historia
W 1900 Żydowski Fundusz Narodowy zakupił obszar 3 tys. hektarów ziemi w dolinie Kinaret z przeznaczeniem pod rozwój osadnictwa rolniczego. Planowano, że osiedli się tutaj grupa żydowskich imigrantów z Rumunii i Rosji. W 1908, z inicjatywy Światowej Organizacji Syjonistycznej powstało w dolinie Kinaret eksperymentalne gospodarstwo rolnicze Deganja Chawa Kinneret (obecnie kibuc Kewucat Kinneret). Było ono kierowane przez jednego z przywódców ruchu syjonistycznego, Arthura Ruppina. W 1909 jego członkowie weszli w spór z zarządem gospodarstwa, i ogłosili strajk. Arthur Ruppin zaproponował jako rozwiązanie sporu, przejęcie przez niezadowolonych członków gospodarstwa na okres próbny obszaru podmokłych gruntów nad rzeką Jordan. Miał to być eksperyment, podczas którego w praktyce sprawdzono by różne pomysły społecznych idei ruchu robotniczego.
Pierwsza grupa pionierów przez rok ciężko pracowała fizycznie przy osuszaniu gruntów i zakładaniu upraw rolnych. Pionierzy bardzo cierpieli od malarii i różnych chorób, które dziesiątkowały uprawy oraz zwierzęta hodowlane. Pomimo tych wszystkich trudności eksperyment zakończył się sukcesem. Z tego powodu zdecydowano się na kontynuowanie eksperymentu. W dniu 29 października 1910 grupa dwunastu pracowników zgodziła się przejść do nowego gospodarstwa rolnego, które miało być zarządzane na zasadach kolektywizmu. Przywódcą tej grupy pionierów był Josef Barac. Dołączyli do niego: Tanchum Tanpilov, Israel Bloch, Josef Elkin, Sarah Malchin, Miriam Ostrovski-Baratz, Josef Bussel, Tzvi Jehuda Zaltsman, Chaim Cadikov, Jehoszua Ecker, Aaron Josilewicz o Jerocham Klivnov. Nowa osada powstała w pobliżu arabskiej wioski Samakh, na południowym krańcu jeziora Tyberiadzkiego.
Podczas I wojny światowej mieszkańcy kibucu byli represjonowani przez władze tureckie. Po wojnie kibuc Deganja znalazł się w pobliżu granicy pomiędzy brytyjskim Mandatem Palestyny a francuskim Mandatu Syrii i Libanu. Pod brytyjskim panowaniem rozwinięto żydowskie osadnictwo w dolinie Kinneret, przy czym kibuc Deganja służył jako wzorcowa osada rolnicza dla innych nowo tworzonych osad rolniczych. Mieszkańcy Deganji zawsze w ograniczonym stopniu podchodzili do kolektywizmu. W przeciwieństwie do większości kibuców, w Deganji zawsze dzieci były wychowywane w rodzinnych domach, a nie w oddzielnych placówkach wychowawczych. Kibuc zawsze utrzymywał system płatnych miejsc pracy, i miał liberalne podejście do zrozumienia potrzeb jednostki.

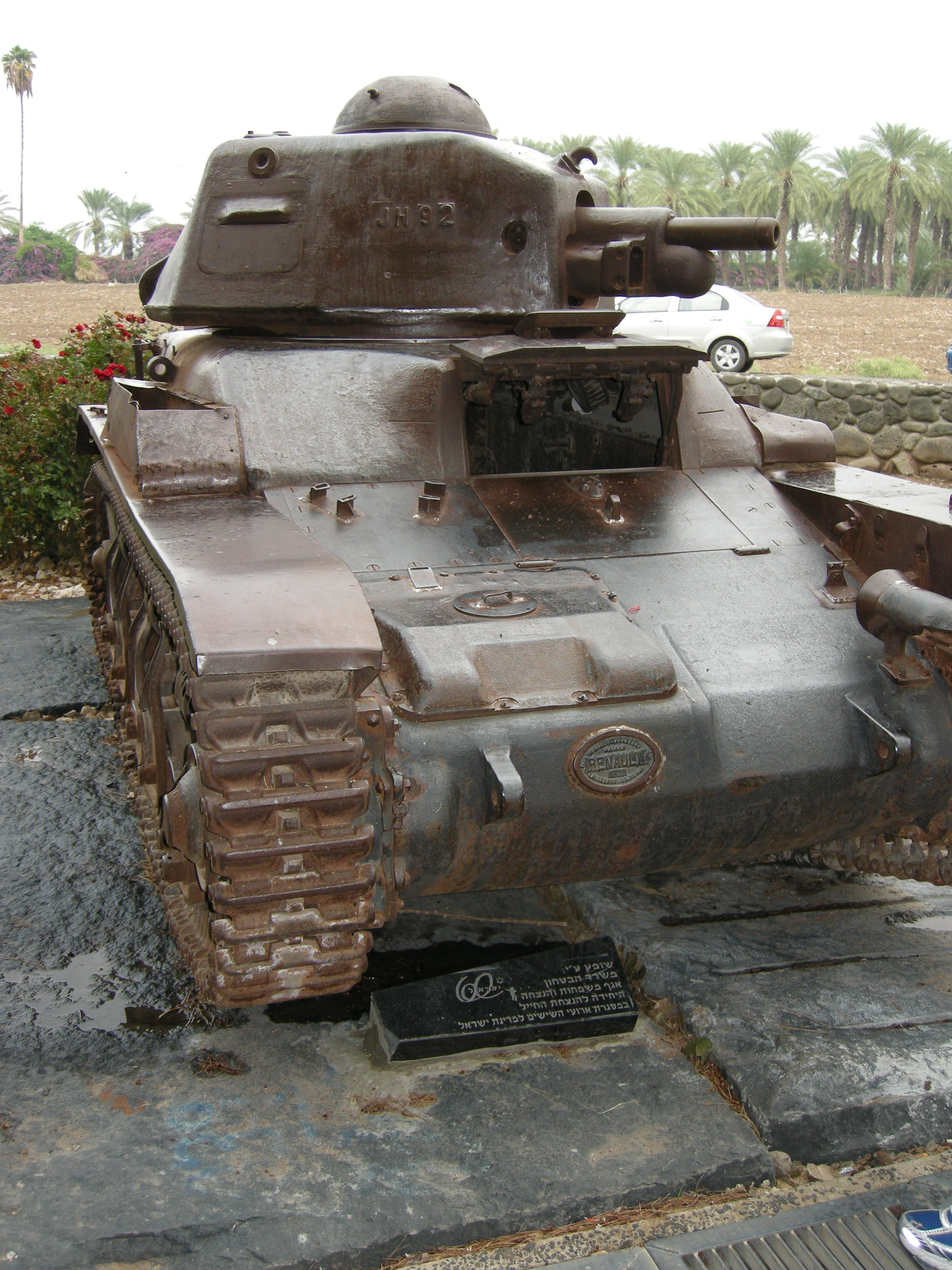
Zniszczony syryjski czołg Renault R-35 stojący przy wjeździe do kibucu Deganja Alef

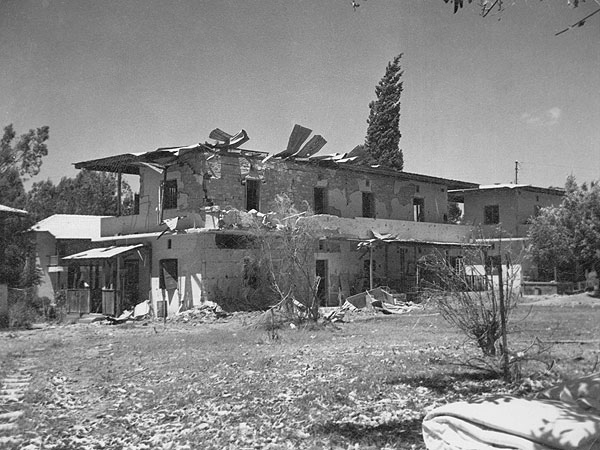
Zniszczony dom w Deganji, 1948

W 1920 na południu powstał sąsiedni kibuc Deganja Bet. To właśnie wtedy zaczęto używać dla odróżnienia nazwy Deganja Alef. W kolejnych latach w kibucu powstała tajna baza szkoleniowa żydowskich kompanii szturmowych Palmach. Prowadzono tutaj także liczne kursy szkoleniowe Hagany.
Przyjęta 29 listopada 1947 Rezolucja Zgromadzenia Ogólnego ONZ nr 181 przyznała te tereny państwu żydowskiemu. Jednak na samym początku I wojny izraelsko – arabskiej rejon doliny zaatakowały wojska syryjskie. W dniach 15-21 maja 1948 doszło tutaj do bitwy o dolinę Kinnarot, podczas której obrońcy Deganji Alef powstrzymali natarcie syryjskich czołgów. Jeden ze zniszczonych czołgów do tej pory stoi jako pamiątka przy wjeździe do kibucu. W trakcie walk kibuc został bardzo mocno zniszczony. Natychmiast po zakończeniu wojny, przystąpiono do jego odbudowy.
W 1981 kibuc otrzymał Nagrodę Izraela, za szczególne zasługi dla państwo i społeczeństwa izraelskiego. Od 2007 kibuc przechodzi proces prywatyzacji.

## Kultura
W kibucu znajduje się Muzeum Deganja, które prezentuje historię powstania, rozwoju i obrony kibucu. Natomiast Dom Gordona pełni funkcję muzeum natury, rolnictwa i wiedzy o dolinie Kinaret. Zostało ono założone w 1935, i było pierwszym muzeum założonym w żydowskich osiedlach w Palestynie. Jego celem jest powiększanie wiedzy na temat środowiska, rolnictwa i geografii w obszarze doliny Kinaret. Dział natury posiada bogatą kolekcję roślin, zwierząt, skamieniałości i minerałów. Muzeum posiada audytorium do oglądania filmów, archiwum i bibliotekę.
Dodatkowo w kibucu znajduje się dom kultury, biblioteka i obszerne archiwum.

## Edukacja
Kibuc utrzymuje przedszkole i szkołę podstawową Shahaf. Starsze dzieci dojeżdżają do pobliskiej szkoły regionalnej Beit Jerach.

## Turystyka
Po wojnie o niepodległość mieszkańcy kibucu założyli Ogród Obrońców, w którym zasadzono rośliny ku pamięci poległych obrońców z 1948. Ogród zajmuje powierzchnię dwóch i pół hektara, na których zasadzono trawniki, różne krzewy ozdobne i drzewa (w tym najbardziej znanych osiem palm). W południowo-wschodniej części ogrodu znajduje się pomnik poświęcony pamięci poległych izraelskich żołnierzy. Dużą atrakcją turystyczną, zwłaszcza dla dzieci, jest tutejszy tzw. Cypel Zwierząt, pełniący funkcję miniaturowego ogrodu zoologicznego. Można tutaj zobaczyć między innymi kangury, łabędzie czarne, emu, małpy, papugi, jelenie, bażanty i pawie. Nad brzegiem jeziora Tyberiadzkiego zasadzono ogród cyprysów, w którym rośnie tzw. „drzewo państwa”.
Na zachodnim brzegu rzeki Jordan znajduje się centrum religijno-turystyczne „Jardenit”, w którym odbywają się masowe chrzty chrześcijan.

## Sport i rekreacja
W skład zaplecza sportowego wchodzi basen kąpielowy, siłownia, boisko do piłki nożnej, boisko do koszykówki i korty tenisowe.

## Gospodarka
Gospodarka kibucu opiera się na intensywnym rolnictwie (uprawy warzyw, kukurydzy i mango). Dostęp do prawie nieograniczonej ilości wody umożliwił rozwój upraw rolniczych, których podstawą jest uprawa bananów i awokado. Kibuc prowadzi także nowoczesną fermę drobiu, która zajmuje obszar o wielkości 6,5 hektara. Hodowla bydła obejmuje 280 krów mlecznych i 200 cieląt. Roczna produkcja mleka wynosi 7,2 mln litrów. W stawie hodowlanym hoduje się karpie.
Dodatkowo w kibucu znajdują się zakłady Toolgal Industrial Diamonds Group produkujące specjalistyczne maszyny do obróbki diamentów. Zakład zatrudnia około stu osób.
Na wschód od kibucu znajduje się strefa przemysłowa Samakh. Poza różnorodnymi firmami produkcyjnymi, mieszczą się tam sklepy, firmy handlowe oraz biura administracji, między innymi rada Samorządu Regionu Emek ha-Jarden. Wielu z mieszkańców kibucu pracuje w strefie.

## Infrastruktura
W kibucu znajduje się sklep wielobranżowy, przychodnia zdrowia oraz gabinet stomatologiczny.

## Osoby związane z kibucem
Deganja Alef była domem wielu wybitnych Izraelczyków. W 1915 urodził się tutaj Mosze Dajan. W kibucu mieszkali i pracowali tacy ludzie jak Aharon Dawid Gordon i Josef Trumpeldor.

## Komunikacja
Przez kibuc Deganja Alef przechodzi ważna arteria komunikacyjna, biegnąca z północy na południe droga nr 90 .